# Coenosia occidentalis
Coenosia occidentalis este o specie de muște din genul Coenosia, familia Muscidae, descrisă de Huckett în anul 1966. Conform Catalogue of Life specia Coenosia occidentalis nu are subspecii cunoscute.